# Gian Carlos Terreros
Gian Carlos Terreros (n. Guayas, Ecuador; 14 de mayo de 1998) es un futbolista ecuatoriano. Juega de portero y actualmente se encuentra como agente libre.

## Selección nacional

### Categorías inferiores

#### Participaciones en Sudamericanos
| Campeonato                  | Sede     | Resultado    | Partidos | Goles |
| --------------------------- | -------- | ------------ | -------- | ----- |
| Sudamericano Sub-17 de 2015 | Paraguay | Tercer lugar | 1        | 0     |
| Sudamericano Sub-20 de 2017 | Ecuador  | Subcampeón   | 0        | 0     |

#### Participaciones en Copas del Mundo
| Campeonato                  | Sede          | Resultado        | Partidos | Goles |
| --------------------------- | ------------- | ---------------- | -------- | ----- |
| Copa Mundial Sub-17 de 2015 | Chile         | Cuartos de final | 0        | 0     |
| Copa Mundial Sub-20 de 2017 | Corea del Sur | Fase de grupos   | 1        | 0     |

## Estadísticas

### Clubes
Actualizado al último partido disputado el 4 de agosto de 2021.
| Club                             | Div.          | Temporada     | Liga  | Liga  | Copas nacionales | Copas nacionales | Copas internacionales | Copas internacionales | Total | Total |
| Club                             | Div.          | Temporada     | Part. | Goles | Part.            | Goles            | Part.                 | Goles                 | Part. | Goles |
| -------------------------------- | ------------- | ------------- | ----- | ----- | ---------------- | ---------------- | --------------------- | --------------------- | ----- | ----- |
| Toreros F. C. · Ecuador          | 3.ª           | 2018          | 26    | 1     | 4                | 0                | —                     | —                     | 30    | 1     |
| Toreros F. C. · Ecuador          | 3.ª           | 2019          | 6     | 0     | 1                | 0                | —                     | —                     | 7     | 3     |
| Toreros F. C. · Ecuador          | 3.ª           | 2020          | 3     | 0     | —                | —                | —                     | —                     | 3     | 0     |
| Toreros F. C. · Ecuador          | Total         | Total         | 35    | 1     | 5                | 0                | 0                     | 0                     | 40    | 1     |
| Atlético Santo Domingo · Ecuador | 2.ª           | 2021          | 5     | 0     | —                | —                | —                     | —                     | 5     | 0     |
| Atlético Santo Domingo · Ecuador | Total         | Total         | 5     | 0     | 0                | 0                | 0                     | 0                     | 5     | 0     |
| Orense · Ecuador                 | 1.ª           | 2022          | 0     | 0     | 0                | 0                | —                     | —                     | 0     | 0     |
| Orense · Ecuador                 | Total         | Total         | 0     | 0     | 0                | 0                | 0                     | 0                     | 0     | 0     |
| Total carrera                    | Total carrera | Total carrera | 40    | 1     | 5                | 0                | 0                     | 0                     | 45    | 1     |

1. ↑  Incluye datos de la Copa Ecuador (2018-2019).

### Participaciones internacionales
| Torneo                 | Club            | Resultado   |
| ---------------------- | --------------- | ----------- |
| Copa Libertadores 2017 | Barcelona S. C. | Semifinales |

## Palmarés

### Campeonatos provinciales
| Título                       | Club          | Año  |
| ---------------------------- | ------------- | ---- |
| Segunda Categoría del Guayas | Toreros F. C. | 2018 |